# Georg Roth (Politiker, 1887)
Georg Roth (* 8. Juni 1887 in Zweibrücken; † 24. November 1980 ebenda) war ein deutscher Politiker (Zentrum, CDU).
Roth, der katholischer Konfession war, war vor 1933 Mitglied des Zentrums. 1923 war er Gründer einer Betriebsstoff-Großhandlung und lebte als Kaufmann.
Nach dem Zweiten Weltkrieg wurde er Mitbegründer der CDU in Zweibrücken. 1946 war er Mitglied der Beratenden Landesversammlung. Er war Mitglied des Stadtrats Zweibrücken und ehrenamtlicher Beigeordneter. Sein Nachlass befindet sich im Archiv für Christlich-Demokratische Politik der Konrad-Adenauer-Stiftung in Sankt Augustin.